# Y'z Factory カミングネクスト
『y'z Factory カミングネクスト』（ワイズファクトリーカミングネクスト）は、1999年10月から2001年9月まで朝日放送ラジオ（ABCラジオ）発の全国ネット番組として放送されたラジオ番組である。キー局のABCラジオでは土曜日の夜10時30分〜11時に放送されていた。
沖縄アクターズスクールのデビュー予備軍グループB.B.WAVES派生ユニットであるy'z factoryの3人(山田優・屋宜由佳・伊敷優香)がメインパーソナリティーを務めた番組で、彼女たちの楽曲を紹介しながら、ステージでは見せない素顔の3人を紹介していた。
番組スポンサーはメンバーが当時CM出演していた東ハトの一社提供だった。

## ネット局
- 朝日放送（制作局）
- 東海ラジオ放送
- STVラジオ
- 九州朝日放送
- 琉球放送